# Église Saint-Martin de Lisle
Pour les articles homonymes, voir Église Saint-Martin.
L'église Saint-Martin est une église catholique située à Lisle, en France.

## Localisation
L'église est située dans le département français de la Dordogne, sur la commune de Lisle.

## Historique
L'édifice est classé au titre des monuments historiques en 2005.